# 릴리 브룩스돌턴
릴리 브룩스돌턴(영어: Lily Brooks-Dalton, 1987년 8월 18일~)은 미국의 작가이다. 데뷔작인 에세이 《Motorcycles I've Loved: A Memoir》로 오리건 도서상 최종 후보에 올랐다.

## 어린 시절
버몬트 남부에서 태어나고 자랐다. 매사추세츠 대학교 애머스트에서 인문사회 학사 학위를 취득했고 포틀랜드 주립 대학교에서 예술사 학위를 취득했다.

## 경력
첫 번째 책인 에세이 《Motorcycles I've Loved: A Memoir》는 2015년 리버헤드에서 출판되었으며 오리건 도서상 최종 후보에 올랐다.  이듬해 랜덤하우스에서 첫 번째 소설 굿모닝 미드나이트를 출판했고  6개 언어로 번역되었으며 2020년 12월 조지 클루니가 주연과 감독을 맡은《미드나이트 스카이》로 영화화되었다.

## 작품
- Motorcycles I've Loved: A Memoir. Riverhead/Penguin Random House, New York 2014, ISBN 978-1-59463-321-8.
- Quartz and Other Stories. (Master-Thesis, Portland State University). Portland, Oregon 2016 (pdx.edu).
- Good Morning, Midnight. Random House, New York 2016, ISBN 978-0-8129-9889-4.
- The Light Pirate. Grand Central Publishing, New York 2022. ISBN 978-1-5387-0827-9ISBN 978-1-5387-0827-9